# Seifeddine Charfi
Seifeddine Charfi, né le 28 mars 1995, est un footballeur tunisien évoluant au poste de gardien de but.

## Biographie
Avec le club de l'Union sportive de Ben Guerdane, il atteint la finale de la coupe de Tunisie en 2017. Il est titulaire lors de la finale perdue contre le Club africain.

## Palmarès
- Coupe de Tunisie :
  - Vainqueur en 2017-2018 avec le Club africain
  - Finaliste en 2016-2017 avec l'Union sportive de Ben Guerdane